# Flugunfall der Greenlandair bei Nuuk 1962
Der Flugunfall der Greenlandair bei Nuuk 1962 ereignete sich am 12. Mai 1962. An diesem Tag verunglückte eine im Namen der Greenlandair betriebene Canadian Vickers PBV-1A Canso (PBY-5A) der Eastern Provincial Airways (CF-IHA), mit der ein grönländischer Linieninlandsflug von der Sondrestrom Air Base in Kangerlussuaq nach Nuuk durchgeführt wurde, bei der Landung auf dem Wasser. Bei dem Unfall wurden von den 21 Personen an Bord der Maschine 15 Passagiere getötet.

## Maschine
Bei der verunglückten Maschine handelte es sich um eine 1944 durch Canadian Vickers in Montréal für die Royal Canadian Air Force gebaute Canadian Vickers PBV-1A Canso (PBY-5A) mit der Werknummer CV-365. Das zweimotorige Amphibienflugzeug besaß ein ausfahrbares Fahrwerk für Landungen an Land sowie einen schwimmfähigen Rumpf für Wasserlandungen. Die Maschine war durch die Eastern Provincial Airways mit dem Luftfahrzeugkennzeichen CF-IHA zugelassen worden. Sie war mit zwei Sternmotoren vom Typ Pratt & Whitney R-1830-92 ausgerüstet, die eine Leistung von je 882 kW (1200 PS) hatten.

## Insassen
Den Flug von Kangerlussuaq nach Nuuk hatten 17 dänische Passagiere und eine grönländische Passagierin angetreten. Bei der dreiköpfigen Besatzung handelte es sich um den Flugkapitän, den Ersten Offizier und den Flugingenieur, alles kanadische Angestellte der Eastern Provincial Airways.  Auf dem Regionalflug waren keine Flugbegleiter vorgesehen.
Der Flugkapitän verfügte über 4.000 Stunden Flugerfahrung, von denen er 3.400 bei der Royal Canadian Air Force und 600 bei der Provincial Airways absolviert hatte. Seine Musterberechtigung für die Canso besaß er seit dem 14. Juni 1961. Mit diesem Flugzeugtyp war er seither 151 Stunden in der Rolle des Ersten Offiziers und 20 Stunden in der Position des Kapitäns geflogen.
Der Erste Offizier verfügte über 1.300 Stunden Flugerfahrung, von denen er 650 mit der Canso geflogen war. Von diesen wiederum hatte er 600 Stunden in Grönland absolviert.

## Wetter
Am Tag des Unfalls herrschten günstige Flug- und Landebedingungen. Die Sichtweite in Nuuk betrug acht bis zehn Kilometer, das Wasser war glasklar und es herrschte praktisch kein Seegang.

## Flugverlauf
Die Maschine startete um 09:05 Uhr in Kangerlussuaq. Der Flug wurde nach Instrumentenflugregeln in einer Flughöhe von 10.000 Fuß durchgeführt und verlief bis zum Anflug auf Nuuk ohne besondere Vorkommnisse. Der Flugingenieur ging die Landecheckliste durch und bestätigte, dass alles in Ordnung sei. In einer Flughöhe von 400 Fuß wurden die Stützschwimmer abgesenkt. Die Fluggeschwindigkeit wurde auf 100 Meilen pro Stunde (ca. 161 km/h) reduziert und die Triebwerksdrehzahl auf 2300 Umdrehungen pro Minute erhöht. In der Nähe der Insel Qeqertarsuaq (Hundeø) leitete der Flugkapitän den Endanflug ein. Er reduzierte die Fluggeschwindigkeit auf 95 Meilen pro Stunde (ca. 153 km/h) und ließ die Maschine mit einer Vertikalgeschwindigkeit von 100 bis 150 Fuß pro Minute absinken, während er den Sinkflug auf den Instrumenten überwachte.

## Unfallhergang
Die Wasserung der Maschine erfolgte um 10:55 Uhr. Als die Canso auf dem Wasser aufsetzte, fühlte sich die Landung für die Piloten normal an. Nach einigen Sekunden zog die Maschine abrupt nach Steuerbord, während die Flugzeugnase immer tiefer ins Wasser eintauchte. Die Maschine wurde zügiger als üblich gebremst. Der Kapitän versuchte, dem entgegenzuwirken, indem er die Auftriebshilfen ausfuhr und die Leistung des steuerbordseitigen Triebwerks erhöhte, jedoch führten seine Handlungen nicht zum erhofften Erfolg. Als die Maschine schließlich um 90 Grad von der Landerichtung abgekommen war, zog der Erste Offizier die beiden Hebel für die Treibstoffzufuhr. Als die Notausgänge im Dach anschließend geöffnet werden konnten, befand sich das Cockpit bereits einen Meter unter Wasser. Beide Piloten verließen die Maschine durch diese Notausgänge und kletterten auf die Tragflächen, von wo aus sie zu den Luken im Frachtabteil des hinteren Kabinenbereichs stiegen. Der Erste Offizier versuchte, die steuerbordseitige Luke zu öffnen, was jedoch nicht möglich war, obwohl sich der Griff drehen ließ. Mit vereinten Kräften und Unterstützung durch Insassen aus dem Inneren der Kabine gelang es den Piloten schließlich, die backbordseitige Luke zu öffnen. Zwei Passagiere konnten die Maschine durch den geöffneten Notausgang verlassen und stiegen auf die Tragflächen der Maschine. Die Piloten entdeckten einen Säugling und den bewusstlosen Flugingenieur, die beide in dem ins Frachtabteil eingedrungenen Wasser trieben. Der Erste Offizier zog beide aus der sinkenden Maschine. Weitere Passagiere waren nicht mehr zu sehen. Der Flugingenieur gab an, dass er vor dem Abflug die Fahrwerksklappen in Augenschein genommen habe und dabei nicht habe erkennen können, dass diese einen Spalt offenstanden. Seine Methode sei jedoch nicht narrensicher gewesen. Letztlich wurde die Fehlfunktion des Auslösemechanismus für die Fahrwerksklappen als die wahrscheinlichste Ursache für den Unfall angenommen.

## Opfer und Überlebende
Die 15 verbliebenen Passagiere ertranken in der Maschine. Der Flugkapitän und der Erste Offizier blieben unverletzt, der Flugingenieur hatte leichte Gesichtsverletzungen erlitten und wurde wegen eines Verdachts auf eine Gehirnerschütterung zur Beobachtung ins Krankenhaus eingeliefert.

## Ursache
Die geretteten Passagiere sagten später aus, dass es unmöglich gewesen wäre, die hinteren Kabinentüren nach der Landung zu öffnen, da die Gepäckstücke und Gepäcknetze so in der Maschine platziert worden waren, dass die Griffe dieser Türen nicht zugänglich waren. Das Patrouillenboot traf erst achteinhalb bis neun Minuten nach dem Unfall ein, da die Bootsbesatzung damit gerechnet hatte, dass die Maschine in einem anderen Bereich landen würde und in diesem nach ihr gesucht hatte. Entgegen den Flugsicherheitsbestimmungen wurde die Landung in einem Bereich im Wasser durchgeführt, der nicht von der Flugsicherung überwacht wurde. Die Flugsicherung überwachte die Bucht von Nuuk, da in dieser häufig Treibgut schwamm, das bei der Wasserlandung eines Amphibienflugzeugs wie der Canso eine Gefahr darstellen konnte. Bei dem Treibgut handelte es sich meistens um Müll aus einer nahegelegenen Müllanlage, der vom Wind in die Bucht geweht wurde.
Da befürchtet wurde, dass die Canso vollständig versinken könnte, wurde die Maschine zur Insel Qeqertarsuaq geschleppt. Die Maschine lief dort auf Grund. Sie wurde anschließend in den Hafen von Nuuk geschleppt, wo sie weiter begutachtet wurde. Es konnte festgestellt werden, dass das Fahrwerk bei der Landung eingefahren gewesen war. Die Bugfahrwerksklappen fehlten, weshalb bereits sehr früh der These nachgegangen wurde, dass die Klappen bei der Wasserlandung abgerissen worden waren und die Maschine über den vorderen Fahrwerksschacht geflutet wurde. Als Ursache für das Abreißen der Fahrwerksklappen wurden drei Szenarien in Erwägung gezogen:
1. Eine fehlerhafte Landetechnik
2. Eine Kollision der Maschine mit Objekten oder Eis auf dem Wasser während der Landung
3. Eine Fehlfunktion der Mechanik der Fahrwerksklappen, wodurch die Klappen bei der Landung nicht verschlossen und verriegelt waren

Für das erste Szenario sprach die sehr geringe Erfahrung des Flugkapitäns in seiner Funktion sowie mit dem eingesetzten Flugzeugtyp. Es wurde infrage gestellt, ob der Flugkapitän überhaupt erfahren genug war, um im Passagierflugbetrieb in Grönland eingesetzt zu werden. Auch gab es Meinungen, wonach bei Landungen mit Geschwindigkeiten von mehr als 80 Meilen pro Stunde ein solcher Wasserdruck erzeugt werde, dass die Bugfahrwerksklappen einer PBY Canso abgerissen werden. Experten der Dänischen Luftstreitkräfte bestritten dies. Bei der Unfalluntersuchung wurden testweise vier Landungen mit einer entliehenen PBY Canso der Dänischen Luftstreitkräfte bei Geschwindigkeiten von 80 bis 95 Meilen pro Stunde durchgeführt. Die Untersuchung ergab, dass Landungen mit Geschwindigkeiten von 96 Meilen pro Stunde bei Sinkraten von 150 Fuß pro Sekunde bei einer PBY Canso als normal angesehen werden können. Die These einer fehlerhaften Landetechnik wurde damit verworfen.
Die Option einer Kollision der Maschine mit Objekten bei der Landung konnte nicht vollständig verworfen werden, da in dem Fjord allgemein viel Treibgut umherschwamm und sich stellenweise auch Eisschollen im Wasser hätten befinden können. Die Ermittler stellten jedoch fest, dass eine Kollision mit einem Objekt ein Aufschlaggeräusch erzeugt hätte, das deutlich im Inneren der Maschine zu hören gewesen wäre. Keiner der Überlebenden konnte sich erinnern, ein solches Geräusch vernommen zu haben. Nach einer Kollision hätte die Maschine möglicherweise auch wieder in die Luft hochgeschleudert werden können. Das Muster der Beschädigungen im Fahrwerksschacht ließ darauf schließen, dass die Struktur hier Kräften, die von unten kamen, ausgesetzt gewesen war. Die These einer Kollision mit Objekten wurde damit ebenfalls verworfen.
Schließlich wurde dem Szenario von einer Fehlfunktion der Mechanik der Bugfahrwerksklappen nachgegangen. Zu diesem Zweck wurden verschiedene hydraulische Baugruppen und Schließmechanismen, die dem Betrieb des Bugfahrwerks und der Fahrwerksklappen dienten, aus der Maschine ausgebaut und zur weitergehenden Untersuchung zum Militärflugplatz Værløse in Dänemark verbracht. Bei der Untersuchung wurde festgestellt, dass sich die Teile in einem sehr schlechten Zustand befanden. Es wurde festgestellt, dass das Hydraulikventil für den Betrieb der Fahrwerksklappen zeitweise undicht gewesen war, was das Öffnen und Schließen der Klappen beeinträchtigt haben konnte. Entsprechend hätte es dazu kommen können, dass die Schließbolzen auslösten, bevor die Klappen voll eingefahren waren. Die Schließbolzen hätten in einem solchen Fall ein vollständiges Schließen der Klappen verhindert und die Türen hätten um sieben Zentimeter offengestanden. Die Warnleuchte im Cockpit hätte dennoch angezeigt, dass die Klappen verschlossen seien, da der zugehörige Mikroschalter vom Rückstellmechanismus der Schließbolzen abhängig war. Zwar erklärte der Flugingenieur, er habe die Klappen vor dem Abflug gesichtet und dabei nicht feststellen können, dass sie einen Spalt offenstanden. Das Prüfverfahren des Flugingenieurs wurde von der Untersuchungskommission jedoch als nicht narrensicher angesehen. Letztlich wurde der Defekt am Schließmechanismus der Fahrwerksklappen durch die Untersuchungskommission als die wahrscheinlichste Ursache für den Unfall angesehen.